# Seura
Seura är en  finländsk tidskrift som ges ut av Otavamedia Oy. Har en upplaga av cirka 135 800 exemplar.

## Redaktörer
- Tarja Hurme, 2015–